# Truncatoflabellum stabile
Truncatoflabellum stabile är en korallart som först beskrevs av Marenzeller 1904.  Truncatoflabellum stabile ingår i släktet Truncatoflabellum och familjen Flabellidae. Inga underarter finns listade i Catalogue of Life.